# Melanis aegates
Melanis aegates is een vlindersoort uit de familie van de prachtvlinders (Riodinidae), onderfamilie Riodininae.
Melanis aegates werd in 1874 beschreven door Hewitson.